# 施韋普巴赫河
47°39′41″N 10°59′39″E / 47.66148°N 10.99420°E

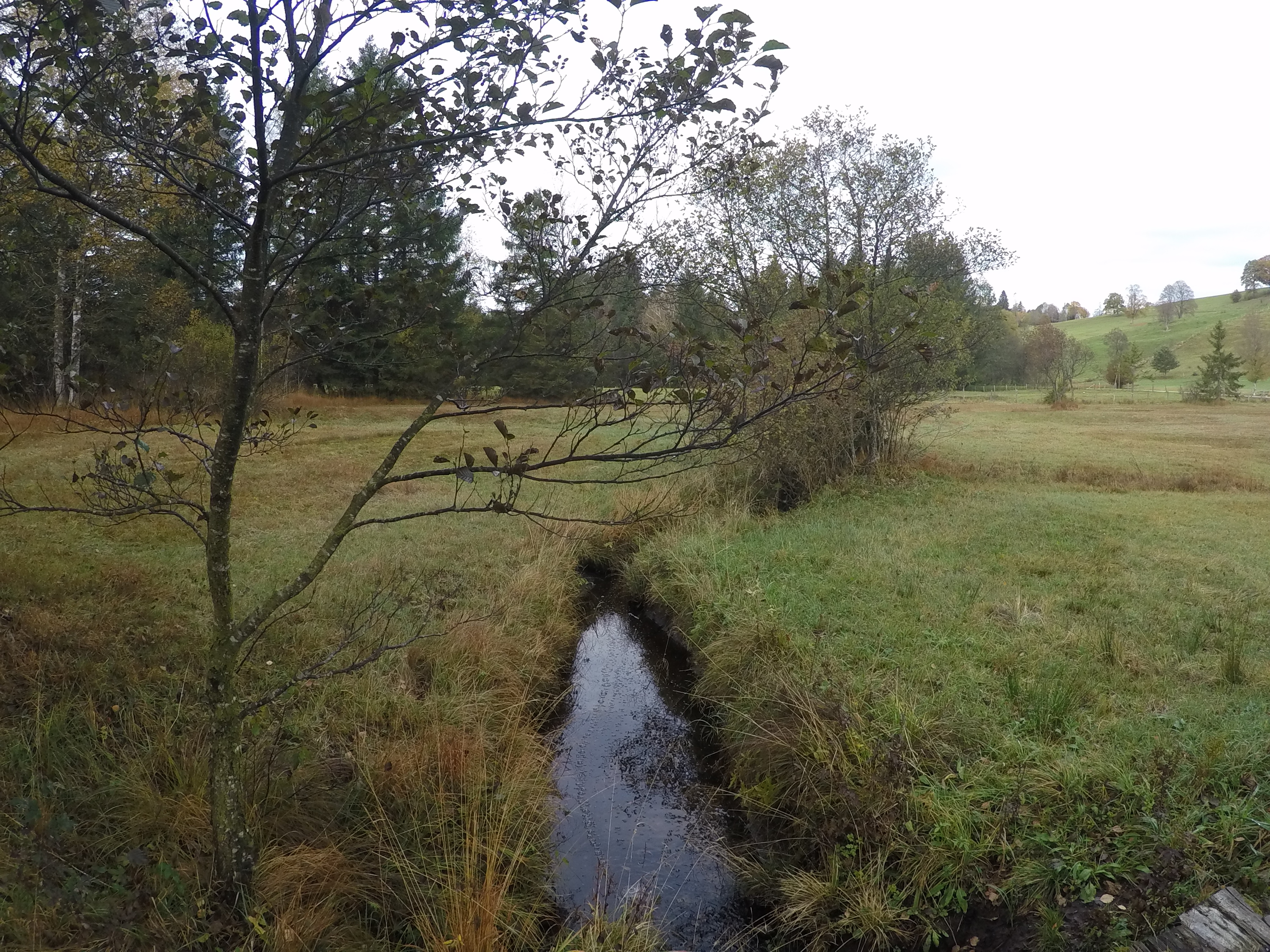

施韋普巴赫河是德國的河流，位於該國東南部，由巴伐利亞負責管轄，屬於安珀河的支流，河道全長3.5公里，流域面積1.9平方公里。